# Mestor (filho de Perseu)
Mestor, na mitologia grega, foi um filho de Perseu e Andrômeda, cujos descendentes reivindicaram o trono de Micenas.
Seu pai, Perseu, era filho de Dânae e Zeus (ou de Preto, tio de Dânae). Andrômeda era filha de Cefeu e Cassiopeia.
Perseu e Andrômeda tiveram vários filhos: Perses, que nasceu antes de Perseu chegar à Grécia, foi deixado com Cefeu, e se tornou o antepassado dos persas, e, em Micenas, Alceu, Estênelo, Heleu, Mestor, Electrião e a filha Gorgófona, que se casou com Perieres.
Mestor casou-se com Lisídice, filha de Pélope, com quem teve uma filha, Hippothoe; esta filha foi raptada por Posidão e levada para as Ilhas Equínadas, e desta união nasceu Tafos, que colonizou Tafos. Tafos teve um filho, Ptérela, que foi feito imortal por Posidão, através de um cabelo dourado.
Durante o reinado de Electrião em Micenas, os filhos de Ptérela, Crômio, Tirano, Antíoco, Quersidamas, Mestor e Everes, vieram à cidade e reivindicaram o reino de Mestor, seu avô materno, mas Electrião não cedeu, e houve guerra entre os filhos de Electrião e os filhos de Ptérela. Desta guerra apenas sobreviram Licímnio, filho de Electrião, e Everes, filho de Ptérela, que ficou guardando os navios.